# Llista de videojocs japonesos de Nintendo 64
Això és una llista sobre els videojocs japonesos de Nintendo 64 (日本 任天堂64).

## 0-9
| Títol en romaji                                     | Títol en japonès error: {{nihongo}}: Cal text en japonès o romaji (help)   | Any  | Desenvolupador | Publicador | Regions llançades                 |
| --------------------------------------------------- | -------------------------------------------------------------------------- | ---- | -------------- | ---------- | --------------------------------- |
| 1080 Ten Eighty Snowboarding                        | テン。 エイティ。 スノーボーディング                                       | 1998 | Nintendo       | Nintendo   | Japó · EUA · EU · Països Catalans |
| 64 Hanafuda: Tenshi no Yakusoku                     | 64花札 天使の約束 (はなふだ) (てんし) no (やくそく)                        | 1999 | Altron         | Altron     | Japó                              |
| 64 Ozumo                                            | 64大相撲 (おおずもう)                                                      | 1997 | Bottom Up      | Bottom Up  | Japó                              |
| 64 Ozumo 2                                          | 64大相撲 2 (おおずもう)                                                    | 1999 | Bottom Up      | Bottom Up  | Japó                              |
| 64 Tanteidan ((Rokun Tanteidan)): Kira to Kaiketsu! | キラッと解決！ 64探偵団 ((ロクヨンたんていだん)) (かいけつ) (たんていだん) | 1999 | Pandora Box    | Imagineer  | Japó                              |
| 64 Trump Collection: Alice no Waku Waku Trump World | 64 トランプコレクション。 アリスのわくわくトランプワールド                 | 1998 | Bottom Up      | Bottom Up  | Japó                              |

## A
| Títol en romaji                                                                  | Títol en japonès error: {{nihongo}}: Cal text en japonès o romaji (help)                             | Any  | Desenvolupador              | Publicador          | Regions llançades                 |
| -------------------------------------------------------------------------------- | --- | ---- | --------------------------- | ------------------- | --------------------------------- |
| A.I. Shogi 3 Artificial Intelligence                                             | Ａ.Ｉ. 將棋 3 ((しょうぎ 3))                                                                         | 1998 | I4                          | I4                  | Japó                              |
| AeroGauge                                                                        | エアロゲイジ                                                                                         | 1997 | Pacific Coast Power & Light | ASCII Entertainment | Japó · EUA · EU · Països Catalans |
| Air Boarder 64                                                                   | エアーボーダー64                                                                                     | 1998 | Human Entertainment         | Human Entertainment | Japó · EU · Països Catalans       |
| Akumajo Dracula Mokushiroku ((Part de la saga de Konami "Dracula" Castlevania.)) | 悪魔城ドラキュラ黙示録 (あくましろ) Dracula (もくしろく)                                             | 1999 | Konami                      | Konami              | Japó · EUA · EU · Països Catalans |
| Akumajo Dracula Mokushiroku Gaiden: Legend of Cornell                            | 悪魔城ドラキュラ黙示録外伝。 レジェンドのオブコーネル。 (あくましろ) Dracula (もくしろく) (がいでん) | 1999 | Konami                      | Konami              | Japó · EUA · EU · Països Catalans |

## B
| Títol en romaji                                                                                         | Títol en Japonès error: {{nihongo}}: Cal text en japonès o romaji (help) | Any  | Desenvolupador         | Publicador        | Regions llançat                   |
| --- | ------------------------------------------------------------------------ | ---- | ---------------------- | ----------------- | --------------------------------- |
| Bakuretsu Muteki Bangai O                                                                               | 爆裂無敵バンガイオー (ばくれつ むてき)                                   | 1999 | Treasure               | ESP               | Japó                              |
| Baku Bomberman ((Llançat a fora del Japó com a Bomberman 64)) Part de la saga de Hudson Soft Bomberman. | 爆ボンバーマン (ばく)                                                    | 1997 | Hudson Soft            | Hudson Soft       | Japó · EUA · EU · Països Catalans |
| Baku Bomberman 2 ((Llançat a fora del Japó com a Bomberman 64: The Second Attack))                      | 爆ボンバーマン２ (ばく)                                                  | 1999 | Hudson Soft            | Hudson Soft       | Japó · EUA                        |
| Bakushou Jinsei 64: Mezase! Resort O                                                                    | 爆笑人生６４ めざせ！リゾート王 (ばくしょうじんせい) (おう)              | 1998 | Taito                  | Taito             | Japó                              |
| Banjo to Kazooie no Daiboken                                                                            | バンジョーとカズーイの大冒険 (だいぼうけん)                              | 1998 | Rare                   | Nintendo          | Japó · EUA · EU · Països Catalans |
| Banjo to Kazooie no Daiboken 2                                                                          | バンジョーとカズーイの大冒険２ (だいぼうけん)                            | 2000 | Rare                   | Nintendo          | Japó · EUA · EU · Països Catalans |
| Bass Rush: EcoGear PowerWorm Championship                                                               | バスラッシュ                                                             | 2000 | Visco Corporation      | Visco Corporation | Japó                              |
| Beetle Adventure Racing                                                                                 | ビートル。 アドベンチャー。 レーシング                                   | 1999 | Paradigm Entertainment | Electronic Arts   | Japó · EUA · EU · Països Catalans |
| Biohazard 2                                                                                             | バイオハザード２                                                         | 1999 | Angel Studios          | Capcom            | Japó · EUA · EU · Països Catalans |
| Blast Dozer                                                                                             | ブラストドーザー                                                         | 1997 | Rare                   | Nintendo          | Japó · EUA · EU · Països Catalans |
| Bokujo Monogatari                                                                                       | 牧場物語 (ぼくじょう ものがたり)                                         | 1999 | Toy Box Creative       | Natsume           | Japó · EUA                        |
| Bomberman 64 Part de la saga de Hudson Soft, Bomberman.                                                 | ボンバーマン64 ((No llançat fora del Japó))                              | 2001 | Racjin Co.             | Hudson Soft       | Japó                              |
| Bomberman Hero: Millian Ojosama wo Sukue                                                                | ボンバーマンヒーロー。 ミリアン王女を救え。 (おうじょ) wo(すく) e        | 1999 | Hudson Soft            | Nintendo          | Japó · EUA · EU · Països Catalans |
| Buck Bumble                                                                                             | バックバンブル                                                           | 1998 | Argonaut Games         | Ubisoft           | Japó · EUA · EU · Països Catalans |

## C
| Títol en romaji                                                                | Títol en japonès error: {{nihongo}}: Cal text en japonès o romaji (help)                                               | Any  | Desenvolupador      | Publicador | Regions released                  |
| ------------------------------------------------------------------------------ | --- | ---- | ------------------- | ---------- | --------------------------------- |
| Chameleon Twist                                                                | カメレオンツイスト | 1997 | Japan System Supply | Sunsoft    | Japó · EUA · EU · Països Catalans |
| Chameleon Twist 2                                                              | カメレオンツイスト2 | 1999 | Japan System Supply | Sunsoft    | Japó · EUA · EU · Països Catalans |
| Cho Snowboard Kids                                                             | 超スノボキッズ (ちょう)                                                                                                | 1999 | Racdym              | Atlus      | Japó · EUA                        |
| Choro Q 64 Amb llicència per Takara de la seva línia de joguines Choro-Q.      | チョロQ 64 | 1999 | Takara              | Takara     | Japó · EUA · EU · Països Catalans |
| Choro Q 64 2: Hachamecha Grand Prix Race                                       | チョロQ64 2 ハチャメチャグランプリレース                                                                               | 1999 | Locomotive Games    | Takara     | Japó                              |
| City Tour Grandprix: Zen Nihon GT Senshuken Versió tradicional del Grand Tour. | City Tour = ((シティーツアーグランプリ)) ぜん日本GT選手権 (いほん) GT = Grand Tour = ((グランドツアー)) (せんしゅけん) | 1998 | Imagineer           | Ocean      | Japó · EUA · EU · Països Catalans |
| Custom Robo                                                                    | カスタムロボ | 1999 | NOISE               | Nintendo   | Japó                              |
| Custom Robo V2                                                                 | カスタムロボV２ | 2000 | NOISE               | Nintendo   | Japó                              |

## D
| Títol en romaji                                                                    | Títol en japonès error: {{nihongo}}: Cal text en japonès o romaji (help) | Any  | Desenvolupador | Publicador    | Regions released                  |
| ---------------------------------------------------------------------------------- | ------------------------------------------------------------------------ | ---- | -------------- | ------------- | --------------------------------- |
| Daikatana                                                                          | 大刀 (たいとう)                                                          | 2000 | Kemco          | Kemco         | Japó · EUA · EU · Països Catalans |
| Dairanto Smash Brothers ((Nintendo All Star!)) (((Great Brawling Smash Brothers))) | 大乱闘スマッシュブラザーズ (だいらんとう) ((ニンテンドウオールスター!))  | 1999 | HAL Laboratory | Nintendo      | Japó · EUA · EU · Països Catalans |
| Densha de Go! 64 Part de la saga Taito, Densha de Go.                              | 電車でＧＯ！64 (でんしゃ)                                                | 1999 | Taito          | Taito         | Japó                              |
| Derby Stallion 64 ((Dabi Suta 64: Kyosoba Ikuse Simulation Game))                  | ダビスタ64 競走馬育成シミュレーションゲーム (きょうそうば いくせい)      | 1999 | Parity Bit     | Media Factory | Japó                              |
| Dezaemon 3D                                                                        | デザエモン３Ｄ                                                           | 1998 | Athena         | Athena        | Japó                              |
| Diddy Kong Racing                                                                  | ディディーコングレーシング                                               | 1997 | Rare           | Nintendo      | Japó · EUA · EU · Països Catalans |
| Disney Dance Museum ((Dance Dance Revolution))                                     | ディズニー。 ダンシングミュージアム ((タンスタンスレボリューション))     | 2000 | Konami         | Konami        | Japó                              |
| Dobutsu no Mori                                                                    | どうぶつの森 (もり)                                                      | 2001 | Nintendo       | Nintendo      | Japó                              |
| Donkey Kong 64                                                                     | ドンキーコング64                                                         | 1999 | Rare           | Nintendo      | Japó · EUA · EU · Països Catalans |
| Doom 64                                                                            | ドゥーム64                                                               | 1997 | Midway         | Midway        | Japó · EUA · EU · Països Catalans |
| Doraemon: Nobita to 3 Tsu no Seirei Ishi amb el personatge famós Doraemon.         | ドラえもん。 のび太と3つの精靈石 (た) to 3 tsu no (しょうりょういし)     | 1997 | Epoch          | Epoch         | Japó                              |
| Doraemon 2: Nobita to Hikari no Shinden                                            | ドラえもん2。 のび太と光の神殿 (た) to (ひかり) no (しんでん)            | 1998 | Epoch          | Epoch         | Japó                              |
| Doraemon 3: Nobita no Machi SOS! Explanation of SOS                                | ドラえもん3のび太の町SOS!                                                | 2000 | Epoch          | Epoch         | Japó                              |
| Dual Heroes                                                                        | デュアルヒーローズ                                                       | 1998 | Hudson Soft    | Electro Brain | Japó · EUA · EU · Països Catalans |

## E
| Títol en romaji                                   | Títol en japonès error: {{nihongo}}: Cal text en japonès o romaji (help)     | Any  | Desenvolupador         | Publicador | Regions released                  |
| ------------------------------------------------- | ---------------------------------------------------------------------------- | ---- | ---------------------- | ---------- | --------------------------------- |
| Eiko no Saint Andrews: Sekai Saiko no Golf Course | 栄光のセントアンドリュース 世界最古のゴルフコース (えいこう) (せかい さいこ) | 1996 | SETA                   | SETA       | Japó                              |
| Eltale Monsters                                   | エルテイルモンスターズ                                                       | 1999 | Imagineer              | Imagineer  | Japó · EUA · EU · Països Catalans |
| Excitebike 64 ((Exciting Motorbike))              | エキサイトバイク６４                                                         | 2000 | Left Field Productions | Nintendo   | Japó · EUA · EU · Països Catalans |
| Extreme-G ((Gravity))                             | エクストリームG                                                              | 1997 | Probe Entertainment    | Acclaim    | EUA · EU · Països Catalans        |
| Extreme-G XG2                                     | エクストリームG XG2                                                          | 1998 | Probe Entertainment    | Acclaim    | Japó · EUA · EU · Països Catalans |

## F
| Títol en romaji                                                                                          | Títol en japonès error: {{nihongo}}: Cal text en japonès o romaji (help)                             | Any  | Desenvolupador         | Publicador      | Regions released                  |
| --- | --- | ---- | ---------------------- | --------------- | --------------------------------- |
| F-1 World Grand Prix Amb la llicència de la Fórmula 1                                                    | エフ ワン ワールド グランプリ                                                                        | 1998 | Paradigm Entertainment | Video System    | Japó · EUA · EU · Països Catalans |
| F-Zero X                                                                                                 | エフ ゼロ エックス                                                                                   | 1998 | Nintendo               | Nintendo        | Japó · EUA · EU · Països Catalans |
| Famista 64 Part de la saga de Namco Family Stadium.                                                      | ファミスタ                                                                                           | 1997 | Namco                  | Namco           | Japó                              |
| F.I.F.A.: World Cup no Michi '98 Amb la llicència de la Federation of International Football Association | ワールドカップへの道 (みち)                                                                          | 1997 | Electronic Arts        | Electronic Arts | Japó · EUA · EU · Països Catalans |
| Fighting Cup                                                                                             | ファイティングカップ                                                                                 | 1998 | Imagineer              | Ocean           | Japó · EUA · EU · Països Catalans |
| Fushigi no Dungeon: Furai no Siren 2: Oni Shurai! Siren Shiro!                                           | 不思議のダンジョン。 風来のシレン2。 鬼襲来！ シレン城。 (ふしぎ) (ふうらい) (おにしゅうらい) (しろ) | 2000 | Chunsoft               | Chunsoft        | Japó                              |

## G
| Títol en romaji                                                       | Títol en japonès error: {{nihongo}}: Cal text en japonès o romaji (help)  | Any  | Desenvolupador | Publicador  | Regions released                  |
| --------------------------------------------------------------------- | ------------------------------------------------------------------------- | ---- | -------------- | ----------- | --------------------------------- |
| G.A.S.P!!: Fighter's NEXTream                                         | ((ガスプ。 ファイターのネクスト。 エクストリーム))                        | 1998 | Konami         | Konami      | Japó · EUA · EU · Països Catalans |
| Ganbare Goemon: Dero Dero Dochu Obake Tenko Mori                      | がんばれゴエモン。 でろでろ道中。 オバケてんこ盛り (どうちゅう) (さか)    | 1998 | Konami         | Konami      | Japó · EUA · EU · Països Catalans |
| Ganbare Goemon: Neo Momoyama Bakufu no Odori                          | がんばれゴエモン。 ネオ桃山幕府のおどり (ももやまばくふ)                  | 1997 | Konami         | Konami      | Japó · EUA · EU · Països Catalans |
| Ganbare! Nippon! Olympics 2000                                        | がんばれ！ ニッポン！ オリンピック2000                                    | 2000 | Konami         | Konami      | Japó · EUA · EU · Països Catalans |
| Gauntlet Legends                                                      | ガントレット。 レジェンド                                                 | 1998 | Epoch          | Midway      | Japó · EUA · EU · Països Catalans |
| Getter Love!! ((Cho Renai Party Game Tanjo))                          | ゲッターラブ!! ((ちょー恋愛パーティゲーム誕生)) (れんあい) （たんじょう） | 1998 | Hudson Soft    | Hudson Soft | Japó                              |
| Goemon Mononoke Sugoroku amb el personatge de Konami, Ganbare Goemon. | ゴエモンもののけ双六 (すごろく)                                           | 1998 | Konami         | Konami      | Japó                              |
| GoldenEye 007                                                         | ゴールデンアイ 007                                                        | 1997 | Rare           | Nintendo    | Japó · EUA · EU · Països Catalans |

## H
| Títol en romaji                      | Títol en japonès error: {{nihongo}}: Cal text en japonès o romaji (help) | Any  | Desenvolupador      | Publicador     | Regions released                  |
| ------------------------------------ | ------------------------------------------------------------------------ | ---- | ------------------- | -------------- | --------------------------------- |
| Hamster Monogatari 64                | ハムスター物語６４ (ものがたり)                                          | 2001 | Culture Brain       | Culture Brain  | Japó                              |
| Heiwa Pachinko World 64              | ヘイワパチンコワールド64                                                 | 1997 | Shouei System       | Shouei System  | Japó                              |
| HeXen                                | ヘクセン                                                                 | 1997 | Software Creations  | GT Interactive | Japó · EUA · EU · Països Catalans |
| Hiryu Ken Twin                       | 飛龍の拳ツイン (ひりゅう) no (ケン)                                      | 1997 | Culture Brain       | Natsume        | Japó · EUA                        |
| Hoshi no Kirby 64                    | 星のカービィ64 (ほし)                                                    | 2000 | HAL Laboratory      | Nintendo       | Japó · EUA · EU · Països Catalans |
| Human Grand Prix: The New Generation | ((ヒューマングランプリザ。 ニュージェネレーション))                      | 1997 | Human Entertainment | Ubisoft        | Japó · EUA · EU · Països Catalans |
| Hybrid Heaven                        | ハイブリッドヘブン                                                       | 1999 | Konami              | Konami         | Japó · EUA · EU · Països Catalans |
| Hyper Olympics In Nagano 64          | ハイパーオリンピック イン ナガノ64                                       | 1997 | Konami              | Konami         | Japó · EUA · EU · Països Catalans |

## I
| Títol en romaji                                                                      | Títol en japonès error: {{nihongo}}: Cal text en japonès o romaji (help)     | Any  | Desenvolupador       | Publicador | Regions released                  |
| ------------------------------------------------------------------------------------ | ---------------------------------------------------------------------------- | ---- | -------------------- | ---------- | --------------------------------- |
| Ide Yosuke no Mahjong Juku                                                           | 井出洋介の麻雀塾 (いでようすけ) (まあじゃん) (じゅく)                        | 2000 | SETA                 | SETA       | Japó                              |
| Iggy Kun no Bura2Poyon ((Bura2Poyon = Bura Bura, Poyon Poyon; Swing Swing, hop hop)) | イギーくんのぶら2ぽよん                                                      | 1998 | Iguana Entertainment | Acclaim    | Japó · EUA · EU · Països Catalans |
| Itoi Shigesato's No. 1 Bass Tsuri: Ketsuteihan                                       | 糸井重里のバス釣りNO.1決定版！ (いといしげさと) (つ) Number 1 (けっていはん) | 2000 | HAL Laboratory       | Nintendo   | Japó                              |

## J
| Títol en romaji                                                                        | Títol en japonès error: {{nihongo}}: Cal text en japonès o romaji (help) | Any  | Desenvolupador      | Publicador          | Regions released                  |
| -------------------------------------------------------------------------------------- | ------------------------------------------------------------------------ | ---- | ------------------- | ------------------- | --------------------------------- |
| J-League Dynamite Soccer 64 Amb la llicència de J. League                              | Jリーグダイナマイトサッカー64                                            | 1997 | Amax                | Imagineer           | Japó                              |
| J-League Eleven Beat 1997                                                              | Jリーグイレブンビート1997                                                | 1997 | Hudson Soft         | Hudson Soft         | Japó                              |
| J-League Live 64                                                                       | Jリーグライブ64                                                          | 1997 | Electronic Arts     | Electronic Arts     | Japó                              |
| J-League Tactics Soccer                                                                | Jリーグタクティクスサッカー                                              | 1999 | ASCII Entertainment | ASCII Entertainment | Japó                              |
| Jango Simulation Mahjong Do 64                                                         | 雀豪シミュレーション麻雀道64 (じゃんご) (まあじゃん ドウ)                | 1998 | Konami              | Konami              | Japó                              |
| Jikkyo GI Stable Part de la saga de Konami, Jikkyo. Part del grup de Horse Racing, GI. | 実況GIステイブル (じっきょう)                                            | 1999 | Konami              | Konami              | Japó                              |
| Jikkyo J-League: Perfect Striker                                                       | 実況ワールドサッカー。 パーフェクトストライカー (じっきょう)             | 1996 | Konami              | Konami              | Japó                              |
| Jikkyo J-League 1999: Perfect Striker 2                                                | 実況ワールドサッカー2。 パーフェクトストライカー (じっきょう)            | 1999 | Konami              | Konami              | Japó                              |
| Jikkyo Powerful Pro Yakyu 2000                                                         | 実況パワフルプロ野球2000 (じっきょう) (やきゅう)                         | 2000 | Konami              | Konami              | Japó                              |
| Jikkyo Powerful Pro Yakyu 4                                                            | 実況パワフルプロ野球4 (じっきょう)) (やきゅう)                           | 1997 | Konami              | Konami              | Japó                              |
| Jikkyo Powerful Pro Yakyu 5                                                            | 実況パワフルプロ野球５ (じっきょう) (やきゅう)                           | 1998 | Konami              | Konami              | Japó                              |
| Jikkyo Powerful Pro Yakyu 6                                                            | 実況パワフルプロ野球6 (じっきょう) (やきゅう)                            | 1999 | Konami              | Konami              | Japó                              |
| Jikkyo Powerful Pro Yakyu: Basic Han 2001                                              | 実況パワフルプロ野球 Basic版2001 (じっきょう) (やきゅう) (はん)          | 2001 | Konami              | Konami              | Japó                              |
| Jikkyo World Soccer: World Cup France '98                                              | 実況ワールドサッカー。 ワールドカップフランス'98 (じっきょう)            | 1998 | Konami              | Konami              | Japó · EUA · EU · Països Catalans |
| Jikkyo World Soccer 3                                                                  | 実況ワールドサッカー3 (じっきょう)                                       | 1997 | Konami              | Konami              | Japó                              |
| Jinsei Game 64                                                                         | 人生のゲーム 64                                                          | 1999 | Takara              | Takara              | Japó                              |

## K
| Títol en romaji                    | Títol en japonès error: {{nihongo}}: Cal text en japonès o romaji (help) | Any  | Desenvolupador    | Publicador            | Regions released                  |
| ---------------------------------- | ------------------------------------------------------------------------ | ---- | ----------------- | --------------------- | --------------------------------- |
| Kakuto Densho: F-Cup Maniax        | 格闘伝承 F-Cup Maniax (かくとう かくとう)                                | 2000 | Imagineer         | SouthPeak Interactive | Japó · EUA                        |
| King Hill 64: Extreme Snowboarding | キングヒル64。 エクストリームスノーボーディング                          | 1998 | Boss Game Studios | Midway                | Japó · EUA · EU · Països Catalans |
| Knife Edge: Nose Gunner            | ナイフエッジ。 ノーズガンナー                                            | 1998 | Kemco             | Kemco                 | Japó · EUA · EU · Països Catalans |

## L
| Títol en romaji | Títol en japonès error: {{nihongo}}: Cal text en japonès o romaji (help) | Any  | Desenvolupador | Publicador  | Regions released                  |
| --------------- | ------------------------------------------------------------------------ | ---- | -------------- | ----------- | --------------------------------- |
| Last Legion UX  | ラストレジオンＵＸ                                                       | 1999 | Yuke's         | Hudson Soft | Japó                              |
| Let's Smash     | レッツスマッシュ                                                         | 1998 | Hudson Soft    | Hudson Soft | Japó                              |
| Lode Runner 3-D | ロードランナー3D                                                         | 1999 | Big Bang       | Infogrames  | Japó · EUA · EU · Països Catalans |

## M
| Títol en romaji                                                             | Títol en japonès error: {{nihongo}}: Cal text en japonès o romaji (help) | Any  | Desenvolupador            | Publicador     | Regions released                  |
| --------------------------------------------------------------------------- | ------------------------------------------------------------------------ | ---- | ------------------------- | -------------- | --------------------------------- |
| Magical Tetris Challenge: Featuring Mickey                                  | マジカルテトリスチャレンジ。 フィーチャリング。 ミッキー                 | 1999 | Capcom                    | Capcom         | Japó · EUA · EU · Països Catalans |
| Mahjong 64                                                                  | 麻雀64 (まあじゃん)                                                      | 1997 | Chat Noir                 | Koei           | Japó                              |
| Mahjong Horoki Classic                                                      | 麻雀放浪記 (まあじゃん ほうろうき) ((クラシック))                        | 1997 | Imagineer                 | Imagineer      | Japó                              |
| Mahjong Master                                                              | 麻雀 (まあじゃん) ((マスター))                                           | 1996 | Konami                    | Konami         | Japó                              |
| Mario Golf amb el personatge principal de Nintendo, en Mario.               | マリオゴルフ64                                                           | 1999 | Camelot                   | Nintendo       | Japó · EUA · EU · Països Catalans |
| Mario Kart 64                                                               | マリオカート64                                                           | 1996 | Nintendo                  | Nintendo       | Japó · EUA · EU · Països Catalans |
| Mario no Photopi                                                            | マリオのふぉとぴー                                                       | 1998 | Tokyo Electron            | Tokyo Electron | Japó                              |
| Mario Party                                                                 | マリオパーティ                                                           | 1998 | Hudson Soft               | Nintendo       | Japó · EUA · EU · Països Catalans |
| Mario Party 2                                                               | マリオパーティ2                                                          | 1999 | Hudson Soft               | Nintendo       | Japó · EUA · EU · Països Catalans |
| Mario Party 3                                                               | マリオパーティ3                                                          | 2000 | Hudson Soft               | Nintendo       | Japó · EUA · EU · Països Catalans |
| Mario Story                                                                 | マリオストーリー                                                         | 2000 | Intelligent Systems       | Nintendo       | Japó · EUA · EU · Països Catalans |
| Mario Tennis                                                                | マリオテニス64                                                           | 2000 | Camelot Software Planning | Nintendo       | Japó · EUA · EU · Països Catalans |
| Masters '98: Haruka Naru Augusta Amb la llicència de The Masters Tournament | ((マスターズ)) '98。 遥かなるオーガスタ (はるか)                         | 1997 | T&E Soft                  | T&E Soft       | Japó                              |
| Mickey no Racing Challenge U.S.A.                                           | ミッキーのレーシングチャレンジU.S.A.                                     | 2000 | Rare                      | Nintendo       | Japó · EUA · EU · Països Catalans |
| Morita Shogi 64                                                             | 森田将棋64 (もりた) (しょうぎ)                                           | 1998 | SETA                      | SETA           | Japó                              |
| Multi-Racing Championship                                                   | マルチレーシングチャンピオンシップ                                       | 1997 | Genki                     | Ocean          | Japó · EUA · EU · Països Catalans |

## N
| Títol en romaji                                                            | Títol en japonès error: {{nihongo}}: Cal text en japonès o romaji (help) | Any  | Desenvolupador  | Publicador      | Regions released                  |
| -------------------------------------------------------------------------- | ------------------------------------------------------------------------ | ---- | --------------- | --------------- | --------------------------------- |
| N.B.A. In The Zone '98 Amb la llicència de National Basketball Association | NBA イン ザ ゾーン                                                       | 1998 | Konami          | Konami          | Japó · EUA · EU · Països Catalans |
| N.B.A. In The Zone '99                                                     | NBA イン ザ ゾーン2                                                      | 1999 | Konami          | Konami          | Japó · EUA · EU · Països Catalans |
| Neon Genesis Evangelion                                                    | 新世紀 ((ネオン ジェネシス)) エヴァンゲリオン                            | 1999 | BEC             | Bandai          | Japó                              |
| Nintama Rantaro 64: Game Gallery                                           | 忍たま乱太郎64。 ゲームギャラリー                                        | 2000 | Culture Brain   | Culture Brain   | Japó                              |
| Nushi Tsuri 64                                                             | ぬし釣り６４ (つ)                                                        | 1998 | Pack-In Video   | Pack-In Video   | Japó                              |
| Nushi Tsuri 64: Shiokaze Ninotte                                           | ぬし釣り６４。 潮風にのって (つ) (しおかぜ)                              | 2000 | VIS Interactive | VIS Interactive | Japó                              |

## O
| Títol en romaji                          | Títol en japonès error: {{nihongo}}: Cal text en japonès o romaji (help) | Any  | Desenvolupador | Publicador | Regions released                  |
| ---------------------------------------- | ------------------------------------------------------------------------ | ---- | -------------- | ---------- | --------------------------------- |
| Ogre Battle 64: Person of Lordly Caliber | オウガバトル６４                                                         | 1999 | Quest          | Atlus      | Japó · EUA                        |
| Olympic Hockey Nagano '98                | オリンピックホッケーナガノ'98                                            | 1998 | Treyarch       | Midway     | Japó · EUA · EU · Països Catalans |
| Onegai Monster                           | おねがいモンスター                                                       | 1999 | Bottom Up      | Bottom Up  | Japó                              |

## P
| Títol en romaji                                                                     | Títol en japonès error: {{nihongo}}: Cal text en japonès o romaji (help)                 | Any  | Desenvolupador          | Publicador    | Regions released                  |
| ----------------------------------------------------------------------------------- | ---------------------------------------------------------------------------------------- | ---- | ----------------------- | ------------- | --------------------------------- |
| P.D. Ultraman: Battle Collection 64 ((Protect and Defend))                          | P.D. ウルトラマンバトルコレクション64                                                    | 1999 | Bandai                  | Bandai        | Japó                              |
| Pachinko 365 Nichi                                                                  | パチンコ３６５日 (にち)                                                                  | 1998 | SETA                    | SETA          | Japó                              |
| Parlor! Pro 64: Pachinko Jikki Simulation                                           | ((パーラー! プロ64。)) パチンコ実機シミュレーション (じっき)                             | 1999 | Nihon Telenet           | Nihon Telenet | Japó                              |
| Perfect Dark                                                                        | パーフェクトダーク                                                                       | 2000 | Rare                    | Nintendo      | Japó · EUA · EU · Països Catalans |
| Pikachu Genki Dechu                                                                 | ピカチュウげんきでちゅう                                                                 | 1998 | Ambrella                | Nintendo      | Japó · EUA                        |
| Pilotwings 64                                                                       | パイロットウイングス64                                                                   | 1996 | Paradigm Entertainment  | Nintendo      | Japó · EUA · EU · Països Catalans |
| Pocket Monster Stadium ((No es va llançar a fora del Japó))                         | ポケモンスタジアム                                                                       | 1998 | Nintendo                | Nintendo      | Japó                              |
| Pocket Monster Stadium 2 Llançat a fora del Japó com a ((Pokemon Stadium))          | ポケモンスタジアム2                                                                      | 1999 | Nintendo                | Nintendo      | Japó                              |
| Pocket Monster Stadium: Kin Gin Llançat a fora del Japó com a ((Pokemon Stadium 2)) | ポケモンスタジアム。 金銀 (きん ぎん)                                                    | 2000 | Nintendo                | Nintendo      | Japó · EUA · EU · Països Catalans |
| Pocket Monster Snap                                                                 | ポケモンスナップ                                                                         | 1999 | HAL Laboratory          | Nintendo      | Japó · EUA · EU · Països Catalans |
| Power League 64                                                                     | パワーリーグ64                                                                           | 1997 | Hudson Soft             | Hudson Soft   | Japó                              |
| Pro Mahjong Kiwame 64                                                               | プロ麻雀。 極64 (まあじゃん きわめ)                                                      | 1997 | Athena                  | Athena        | Japó                              |
| Pro Shinan Mahjong Tsuwamono 64: Janso Battle ni Chosen                             | プロ指南麻雀兵64 雀荘バトルに挑戦 (しなん まあじゃん つわもの) (じゃんそう) (ちょうせん) | 1999 | Culture Brain           | Culture Brain | Japó                              |
| Pro Yakyu King ((Chokukan Night))                                                   | プロ野球キング。 超空間ナイター。 (やきゅう) (ちょうくうかん)                            | 1996 | Genki                   | Imagineer     | Japó                              |
| Pro Yakyu King 2 ((Chokukan Night))                                                 | プロ野球キング2。 超空間ナイター。 (やきゅう) (ちょうくうかん)                           | 1999 | Genki                   | Imagineer     | Japó                              |
| Puyo Puyo Sun 64                                                                    | ぷよぷよSUN64 ((ひ)) = SUN                                                               | 1997 | Compile                 | Compile       | Japó                              |
| Puyo Puyo 'N Party                                                                  | ぷよぷよ。 ん。 パーティー                                                               | 1999 | Compile                 | Compile       | Japó                              |
| Puzzle Booble 64                                                                    | パズルボブル                                                                             | 1999 | Distinctive Development | Acclaim       | Japó · EUA · EU · Països Catalans |

## Q
| Títol en romaji | Títol en japonès error: {{nihongo}}: Cal text en japonès o romaji (help) | Any | Desenvolupador | Publicador | Regions released |
| --------------- | ------------------------------------------------------------------------ | --- | -------------- | ---------- | ---------------- |

## R
| Títol en romaji                               | Títol en japonès error: {{nihongo}}: Cal text en japonès o romaji (help) | Any  | Desenvolupador | Publicador  | Regions released |
| --------------------------------------------- | ------------------------------------------------------------------------ | ---- | -------------- | ----------- | ---------------- |
| Rakuga Kids                                   | らくがきっず                                                             | 1998 | Konami         | Konami      | Japó · EU        |
| Rally '99                                     | ラリー99                                                                 | 1998 | Genki          | Imagineer   | Japó             |
| Robot Ponkottsu 64: Nanatsu no Umi no Caramel | ロボットポンコッツ６４。 七つの海のカラメル (うみ)                       | 1999 | Red            | Hudson Soft | Japó             |
| Rockman Dash: Hagane no Bokenshin             | ロックマン ((ダッシュ)) 鋼の冒険心 (はがね) no (ぼうけんしん)            | 2000 | Capcom         | Capcom      | Japó · EUA       |

## S
| Títol en romaji | Títol en japonès error: {{nihongo}}: Cal text en japonès o romaji (help)                          | Any  | Desenvolupador         | Publicador      | Regions released                                    |
| --- | ------------------------------------------------------------------------------------------------- | ---- | ---------------------- | --------------- | --------------------------------------------------- |
| S.D. Hiryu no Ken Densetsu ((Super Deformed)) | SD飛龍の拳伝説 (ひりゅう) no (ケン でんせつ)                                                      | 1999 | Culture Brain          | Culture Brain   | Japó · EUA                                          |
| Saikyo Habu Shogi Habu Yoshiharu | 最強羽生将棋 (さいきょう はぶ しょうぎ)                                                           | 1996 | SETA                   | SETA            | Japó                                                |
| Shadowgate 64: Trials of the Four Towers | シャドウゲイト64                                                                                  | 1999 | Infinite Ventures      | Kemco           | Japó · EUA · EU · Països Catalans                   |
| Shin Nihon Pro Wrestling Tokon Hono Michi: Brave Spirits | 新日本プロレス闘魂炎導 ブレイヴスピリッツ (しん にほん) Pro (とうこんほのおみち)                  | 1998 | Yuke's                 | Hudson Soft     | Japó                                                |
| Shin Nihon Pro Wrestling Tokon Hono Michi 2: The Next Generation | 新日本プロレス 闘魂炎導2 ネクストジェネレーション (しんにっぽんせいてつ) Pro (とうこんほのおみち) | 1998 | Yuke's                 | Hudson Soft     | Japó                                                |
| SimCity 2000 | シムシティ ２０００                                                                               | 1998 | Genki                  | Imagineer       | Japó                                                |
| Sin and Punishment: Chikyu no Keishousha | 罪と罰。地球の継承者。 (つみ) to (ばつ): (ちきゅう) no (けいしょうしゃ)                           | 2000 | Treasure               | Nintendo        | Japó                                                |
| Snowboard Kids | スノボキッズ                                                                                      | 1997 | Racdym                 | Atlus           | Japó · EUA · EU · Països Catalans · Països Catalans |
| Snow Speeder | スノースピーダー                                                                                  | 1998 | Imagineer              | Imagineer       | Japó                                                |
| Sonic Wings Assault | ソニックウィングス。 アサルト。                                                                   | 1997 | Paradigm Entertainment | Video System    | Japó · EUA · EU · Països Catalans · Països Catalans |
| Space Dynamites | スペースダイナマイツ                                                                              | 1997 | Kronos                 | VIC Tokai       | Japó · EUA · EU · Països Catalans · Països Catalans |
| Star Fox 64 | スターフォックス64                                                                                | 1997 | Nintendo               | Nintendo        | Japó · EUA · EU · Països Catalans · Països Catalans |
| Star Soldier: Vanishing Earth | スターソルジャー。 バニシングアース                                                               | 1998 | Hudson Soft            | Hudson Soft     | Japó · EUA                                          |
| Star Twins | スターツインズ                                                                                    | 1999 | Rare                   | Nintendo        | Japó · EUA · EU · Països Catalans · Països Catalans |
| Star Wars: Episode I Racer | スター。 ウォーズ。 エピソード1 レーサー                                                          | 1999 | LucasArts              | Nintendo        | Japó · EUA · EU · Països Catalans · Països Catalans |
| Star Wars: Rogue Squadron | スター。 ウォーズ。 出撃！ローグ中隊                                                              | 1998 | Factor 5               | LucasArts       | Japó · EUA · EU · Països Catalans · Països Catalans |
| Star Wars: Shadows of the Empire | スター。 ウォーズ。 帝国の影                                                                      | 1996 | LucasArts              | Nintendo        | Japó · EUA · EU · Països Catalans · Països Catalans |
| Super Daman: Battle Phoenix 64 ((Part de la saga Battle B Daman, sense la 'B' en el títol)) | スーパービーダマン。 ~バトルフェニックス64                                                        | 1998 | Hudson Soft            | Hudson Soft     | Japó                                                |
| Super Bowling | スーパーボウリング                                                                                | 2000 | Athena                 | UFO Interactive | Japó · EUA                                          |
| Super Mario 64 (('Mario flying with winged hat' on cover of box)) With the Nintendo mascot Mario.                                                                                                 | スーパーマリオ64                                                                                  | 1996 | Nintendo               | Nintendo        | Japó · EUA · EU · Països Catalans · Països Catalans |
| Super Mario 64((Shindou Pak Shibire Chau!)) (((Rubmle Pak Numbing isn't it!))) (('Mario and Bowser back to back' on cover of box)) Not Relesed in U.S.A., yet English version voices where added. | スーパーマリオ64。 ((振動パックでしびれちやう！)) (しんどう)                                      | 1997 | Nintendo               | Nintendo        | Japó                                                |
| Super Robot Spirits | スーパーロボットスピリッツ                                                                        | 1998 | Banpresto              | Banpresto       | Japó                                                |
| Super Robot Taisen 64 | スーパーロボット大戦６４ (たいせん)                                                               | 1999 | Banpresto              | Banpresto       | Japó                                                |
| Super Speed Race 64 ((Automobili Lamborghini)) Licensed by Lamborghini | スーパースピードレース64 ((自動車ランボルギーニ))                                                 | 1997 | Titus Software         | Titus Software  | Japó · EUA · EU · Països Catalans · Països Catalans |
| Susume! Taisen Puzzle Dama: Tokon! Marutama Cho | 進め！対戦ぱずるだま。 闘魂！まるたま町。 (すす) (たいせん) (とうこん) (まち)                     | 1998 | Konami                 | Konami          | Japó                                                |

## T
| Títol en romaji                                                        | Títol en japonès error: {{nihongo}}: Cal text en japonès o romaji (help) | Any  | Desenvolupador              | Publicador            | Regions released                                    |
| ---------------------------------------------------------------------- | ------------------------------------------------------------------------ | ---- | --------------------------- | --------------------- | --------------------------------------------------- |
| Tamagotchi 64: Minna de Tamagotchi World ((64 Haken!! Tamagotchi))     | みんなでたまごっちワールド ((64で発見!! たまごっち)) (はっけん)          | 1997 | Bandai                      | Bandai                | Japó                                                |
| Tetris 64 Part de la saga de jocs Tetris.                              | テトリス64                                                               | 1998 | Amtex                       | SETA                  | Japó                                                |
| Top Gear Hyper Bike Part de la saga de videojocs, Top Gear (videojoc). | トップギア。 ハイパーバイク                                              | 2000 | Snowblind Studios           | Kemco                 | Japó · EUA                                          |
| Top Gear Overdrive                                                     | トップギア。 オーバードライブ                                            | 1998 | Snowblind Studios           | Kemco                 | Japó · EUA · EU · Països Catalans · Països Catalans |
| Top Gear Rally                                                         | トップギア。 ラリー                                                      | 1997 | Boss Game Studios           | Midway                | Japó · EUA · EU · Països Catalans · Països Catalans |
| Top Gear Rally 2                                                       | トップギア。 ラリー2                                                     | 1999 | Saffire                     | Kemco                 | Japó · EUA · EU · Països Catalans · Països Catalans |
| Transformers: Beast Wars Transmetals                                   | トランスフォーマー。 ビーストウォーズメタルス64                          | 2000 | Pacific Coast Power & Light | BAM! Entertainment    | Japó · EUA                                          |
| Turok: Jiku Senshi Turok                                               | テュロック。 時空戦士 (じくう せんし)                                    | 1997 | Iguana Entertainment        | Acclaim Entertainment | Japó · EUA · EU · Països Catalans · Països Catalans |

## U
| Títol en romaji                                       | Títol en japonès error: {{nihongo}}: Cal text en japonès o romaji (help)               | Any  | Desenvolupador | Publicador  | Regions released |
| ----------------------------------------------------- | -------------------------------------------------------------------------------------- | ---- | -------------- | ----------- | ---------------- |
| Uchan Nanchan no Hono no Challenge: Denryu Ira Ira Bo | ウッチャンナンチャンの炎のチャレンジャー。 電流イライラ棒 (ほのお) (でんりゅう) (ぼう) | 1997 | Yuke's         | Hudson Soft | Japó             |

## V
| Títol en romaji                       | Títol en japonès error: {{nihongo}}: Cal text en japonès o romaji (help) | Any  | Desenvolupador       | Publicador            | Regions released                                    |
| ------------------------------------- | ------------------------------------------------------------------------ | ---- | -------------------- | --------------------- | --------------------------------------------------- |
| V-Rally Edition '99 ((Virtual))       | Vラリーエディション99                                                    | 1999 | Eden Games           | Infogrames            | Japó · EUA · EU · Països Catalans · Països Catalans |
| Violence Killer: Turok New Generation | バイオレンス。 キラー。 テュロック。 ニュージェネレーション              | 1998 | Iguana Entertainment | Acclaim Entertainment | Japó · EUA · EU · Països Catalans · Països Catalans |
| Virtual Pro Wrestling 2: Odo Keisho   | バーチャルプロレス２王道継承 (おうどう けいしょう)                       | 2000 | AKI                  | Asmik Ace             | Japó                                                |
| Virtual Pro Wrestling 64              | バーチャルプロレス64                                                     | 1997 | AKI                  | Asmik Ace             | Japó                                                |

## W
| Títol en romaji | japonès error: {{nihongo}}: Cal text en japonès o romaji (help)                                   | Any  | Desenvolupador          | Publicador | Regions released                                    |
| --- | ------------------------------------------------------------------------------------------------- | ---- | ----------------------- | ---------- | --------------------------------------------------- |
| Wave Race 64: Kawasaki Jet Ski (((Three racers coming forward, close up of near driver on box art)))                                                                      | ウェーブレース６４。 ((川崎ジェットスキー)) (かわさき)                                            | 1996 | Nintendo                | Nintendo   | Japó · EUA · EU · Països Catalans · Països Catalans |
| Wave Race 64: Kawasaki Jet Ski ((Shindou Pak Shibire Chau!)) (((Rubmle Pak Numbing isn't it!))) ((('Four racers in a pulled back view on box art))) Not Relesed in U.S.A. | ウェーブレース６４。 ((川崎ジェットスキー)) (かわさき) (((振動パックでしびれちやう!))) (しんどう) | 1997 | Nintendo                | Nintendo   | Japó                                                |
| Wayne Gretzky's 3D Hockey | ウェイン。 グレツキー。 3Dホッケー                                                                | 1996 | William's Entertainment | Midway     | Japó · EUA · EU · Països Catalans · Països Catalans |
| Wetrix | ウェットリス                                                                                      | 1998 | Zed Two                 | Ocean      | Japó · EUA · EU · Països Catalans · Països Catalans |
| Wild Choppers | ワイルドチョッパーズ                                                                              | 1998 | SETA                    | SETA       | Japó · EUA · EU · Països Catalans · Països Catalans |
| WinBack | ウインバック                                                                                      | 1999 | Omega Force             | Koei       | Japó · EUA · EU · Països Catalans · Països Catalans |
| Wonder Project J2: Koruro no Mori no Josette | ワンダープロジェクトJ2。 コルロの森のジョゼット J2 = ((ジェイツー)) (もり)                        | 1996 | Givro                   | Enix       | Japó                                                |
| W.W.F. WrestleMania 2000 World Wrestling Federation | WWF レッスルマニア2000                                                                            | 1999 | AKI                     | THQ        | Japó · EUA · EU · Països Catalans · Països Catalans |

## X
| Títol en romaji | Títol en japonès error: {{nihongo}}: Cal text en japonès o romaji (help) | Any | Desenvolupador | Publicador | Regions released |
| --------------- | ------------------------------------------------------------------------ | --- | -------------- | ---------- | ---------------- |

## Y
| Títol en romaji            | Títol en japonès error: {{nihongo}}: Cal text en japonès o romaji (help) | Any  | Desenvolupador | Publicador | Regions released                                    |
| -------------------------- | ------------------------------------------------------------------------ | ---- | -------------- | ---------- | --------------------------------------------------- |
| Yakochu II: Satsujin Koro  | 夜光虫II 殺人航路 (やこうちゅう) (さつじん こうろ)                       | 1999 | Athena         | Athena     | Japó                                                |
| Yoshi's Story              | ヨッシーストーリー                                                       | 1997 | Nintendo       | Nintendo   | Japó · EUA · EU · Països Catalans · Països Catalans |
| Yuke Yuke!! Trouble Makers | ゆけゆけ!! トラブルメーカーズ                                            | 1997 | Treasure       | Nintendo   | Japó · EUA · EU · Països Catalans · Països Catalans |

## Z
| Títol en romaji                                                                      | Títol en japonès error: {{nihongo}}: Cal text en japonès o romaji (help) | Any  | Desenvolupador | Publicador | Regions released                                    |
| ------------------------------------------------------------------------------------ | ------------------------------------------------------------------------ | ---- | -------------- | ---------- | --------------------------------------------------- |
| Zelda no Densetsu: Majora no Kamen Part de la saga de Nintendo, The Legend of Zelda. | ゼルダの伝説。 ムジュラの仮面 (でんせつ) (かめん)                        | 2000 | Nintendo       | Nintendo   | Japó · EUA · EU · Països Catalans · Països Catalans |
| Zelda no Densetsu: Toki no Ocarina                                                   | ゼルダの伝説。 時のオカリナ (でんせつ) (とき)                            | 1998 | Nintendo       | Nintendo   | Japó · EUA · EU · Països Catalans · Països Catalans |
| Zool Maju Tsukai Densetsu                                                            | ズール。 魔獣使い伝説 (ま ジュウ つか) (でんせつ)                        | 1999 | Pandora Box    | Imagineer  | Japó                                                |